# Histoire de l'Acadie française
L'histoire de l'Acadie française débute officiellement en 1604 lorsque le Français Pierre Dugua de Mons, accompagné de Samuel de Champlain, qui y participe en tant qu’explorateur, géographe et cartographe, et de Jean de Poutrincourt, fonde la colonie, à l'île Sainte-Croix ; l'année suivante la colonie est déplacée à Port-Royal, dû aux conditions hostiles. L'arrivée des Européens change complètement le mode de vie des Amérindiens alors qu'un certains métissage a lieu avec les Acadiens, en plus d'une influence culturelle réciproque. L'Acadie soufre dès sa fondation de sa position stratégique entre le Canada et la Nouvelle-Angleterre. En plus des guerres civiles entre seigneurs, les attaques britanniques culminent par la conquête en 1710, officialisée par le traité d'Utrecht en 1713. L'Acadie anglaise est le nom donné à la période suivante.

## Toponyme

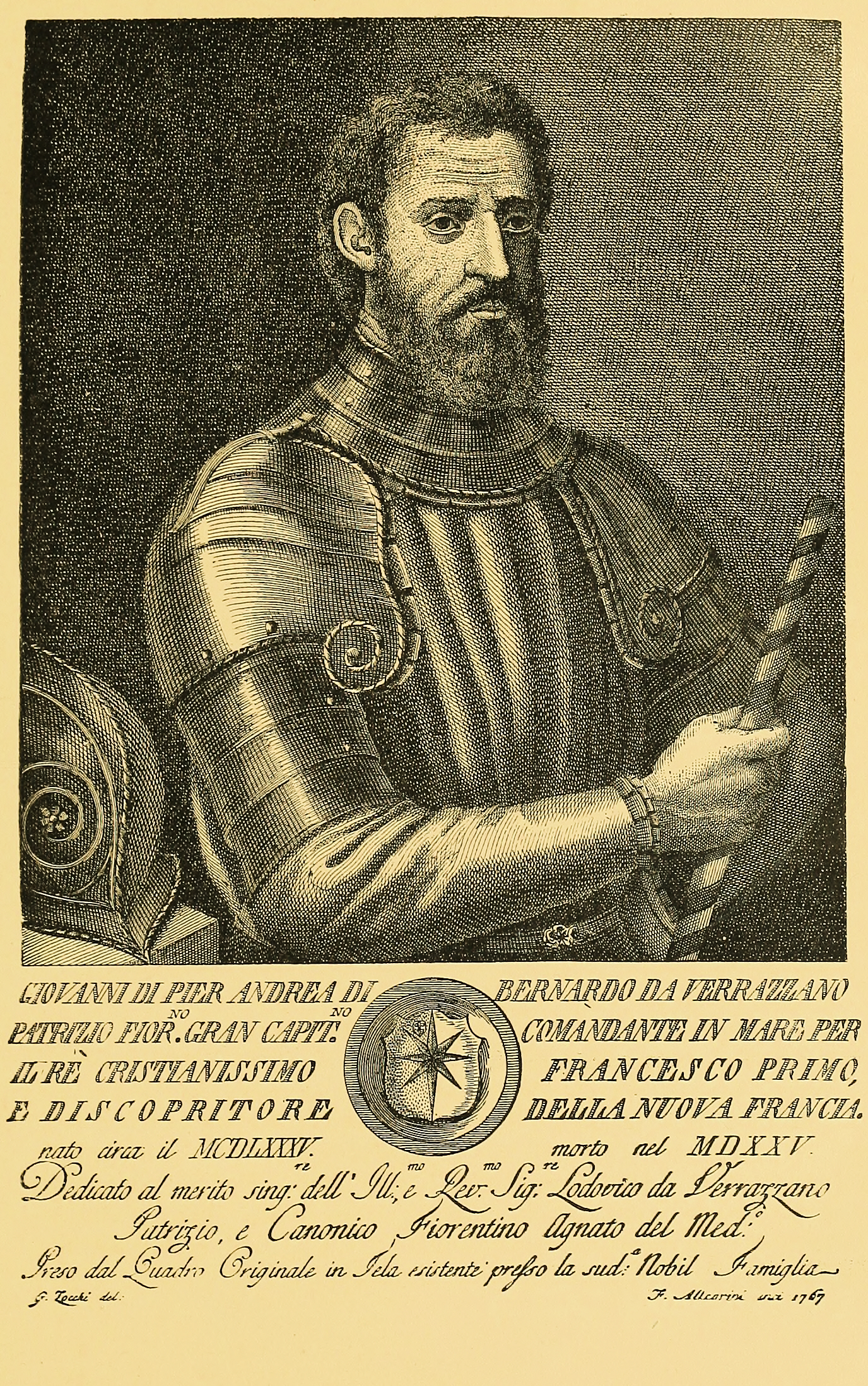
Giovanni da Verazzano

L'origine du toponyme Acadie n'est pas certaine mais il semble qu'il est utilisé pour la première fois en 1524 par l'explorateur Giovani da Verrazano sous la forme Arcadie, du nom d'une région de Grèce, par allusion à la beauté de ses arbres. L'Arcadie est elle-même nommée d'après le personnage Arcas, dans la mythologie grecque[réf. nécessaire]. Le nom est en fait appliqué à la région de l'actuelle ville de Washington mais, par suite des contacts de plus en plus fréquents avec les Amérindiens, la lettre « r » est oubliée — le nom passant ainsi de l'Acardie à la Cadie et finalement à l'Acadie — alors que le toponyme est appliqué au territoire actuel. Il se pourrait aussi que le toponyme provienne directement de langues amérindiennes, notamment du micmac Cadie, ce qui signifie terre fertile.

## Premières tentatives
En Nouvelle-France, le libre commerce est déjà implanté dans le secteur de la pêche et de la fourrure mais ses acteurs s'intéressent plus au profit qu'à la colonisation. À l'opposé, l'imposition d'un monopole commercial favorise une seule personne qui se voit par contre imposer des obligations, telles que la colonisation. La France est alors aux prises avec de nombreux problèmes internes et des projets dans des lieux éloignés comme l'Acadie, semblant peu rentables, ne sont pas considérés comme une priorité ; le gouvernement décide donc d'accorder le monopole à des compagnies. Le résultat est presque nul : le commerce se limite essentiellement à la fourrure et à la morue, les commerçants s'opposent au monopole et ses détenteurs luttent entre eux. La politique coloniale française n'est de toute manière pas clairement définie avant la fin du XVIIe siècle.
Le commerce et la circulation maritime font l'objet de tensions entre la France et l'Angleterre, dont les zones de pêche se recoupent en Acadie ; la colonie devient au fil du temps le théâtre d'affrontements entre les deux puissances.
Ainsi donc, malgré la guerre, le roi Henri IV de France accorde en 1598 des lettres patentes à Troilus de Mesgouez. Ce dernier fonde une colonie à l'île de Sable : c'est un échec et seuls 12 colons sont toujours en vie en 1603. La colonie de Tadoussac, fondée en 1600 par Pierre de Chauvin, est elle aussi un échec. Aymar de Chaste obtient le monopole de la Nouvelle-France, aussi en 1603. Il commande l'expédition de François Gravé, qui ne fonde aucun établissement mais qui se rend jusqu'à Hochelaga, l'actuelle Montréal.

## Île Sainte-Croix, Port-Royal et Saint-Sauveur
Le Huguenot Pierre Dugua de Mons obtient, à l'automne 1603, le monopole de la Nouvelle-France pour une décennie. Il s'associe à des marchands de Rouen, Saint-Malo et La Rochelle. Il s'embarque au printemps 1604 avec une soixantaine de colons — une obligation de son monopole — et des officiers comme François Gravé, Jean de Poutrincourt et Samuel de Champlain ; ce dernier est le principal responsable du choix de l'établissement en Acadie.
La flotte se regroupe à Port-au-Mouton en juin et, après avoir contourné le cap de Sable, explore le littoral de la baie française, l'actuelle baie de Fundy. L'île Sainte-Croix est choisie pour l'implantation de la colonie, et deux bateaux chargés de fourrures, avec à leur bord Poutrincourt, sont envoyés en France. Champlain, à la recherche de métaux précieux, repart explorer le littoral jusqu'à l'arrivée de l'hiver ; il ne trouve aucune mine mais explore toutes les côtes jusqu'au fleuve Pentagouët — aussi appelé Penobscot —, la frontière Ouest de la colonie.
Le scorbut emporte la moitié de la population lors du premier hiver ; l'île Sainte-Croix fut choisie pour ses capacités de défense mais son isolement rend la survie difficile. Parti chercher des vivres, François Gravé ne retourne que vers la mi-juin, accompagné de 36 hommes. Champlain poursuit son exploration : il remonte le cours de la rivière Kennebec et se rend jusqu'au cap Cod, site de l'actuelle ville de Boston. Manquant de vivres, il retourne à l'île Sainte-Croix. Les habitations sont démontées et réinstallées à Port-Royal, sur la rive opposée de la baie de Fundy. De Mons retourne en France et François Gravé prend la tête des 40 colons.
Le deuxième hiver est plus clément et les colons obtiennent des fourrures et de la viande des Amérindiens ; le scorbut tue quand même 12 personnes. Les ravitaillements arrivent en juillet, sur un bateau comptant comme passagers Poutrincourt, l'apothicaire Louis Hébert, l'avocat et écrivain Marc Lescarbot ainsi que Claude de Saint-Étienne de la Tour et son fils Charles. Des grains sont plantés et dès la récolte, en septembre, Poutrincourt et Champlain retournent au cap Cod afin de trouver un site plus accueillant mais n'explorent que quelques kilomètres de plus qu'en 1604. L'hiver de 1606 à 1607 est très agréable car la température est plus douce, la nourriture est abondante. Marc Lescarbot présente Le Théâtre de Neptune, la première pièce de théâtre nord-américaine et Champlain crée l'Ordre du Bon-Temps, le premier club social.
De Mons néglige le commerce des fourrures. Les plaintes de marchands français oubliés lors de l'attribution du monopole incitent le roi à le révoquer avant échéance en 1607. Incapable de rentabiliser la colonie, De Mons rapporte la plupart des colons en France.
La ville de Jamestown, en Virginie, est fondée en 1607 par les Anglais ; Jametown précède Port-Royal en tant que colonie viable. Pierre Dugua de Mons et Samuel de Champlain concentrent ensuite leurs efforts sur la vallée du fleuve Saint-Laurent, avantagée par sa géographie, ses ressources en fourrures et ou les relations avec les Amérindiens sont plus structurées. La ville de Québec y est fondée en 1608 et les efforts de colonisation des français sont désormais concentrés dans cette nouvelle colonie du Canada. L'Acadie, tout en restant une partie de la Nouvelle-France, connaît dès lors un développement différent. L'Acadie se trouve en fait menacée par sa position géographique, étant située à l'entrée du fleuve Saint-Laurent, entre les Grands Bancs et les colonies anglaises. D'ailleurs, la charte de la Virginie comprend tout le littoral jusqu'au 45e parallèle nord, comprenant donc une bonne partie de l'Acadie, notamment Port-Royal.
Jean de Poutrincourt, qui avait obtenu la concession de Port-Royal en 1604, revient en Acadie en 1610 avec le titre de gouverneur. Il est accompagné de plusieurs colons et artisans, dont son fils Charles, Louis Hébert, les La Tour père et fils et le prêtre Jessé Fléché. La concurrence avec le Canada devient de plus en plus forte, les hivers sont difficiles et le ravitaillement insuffisant ; Port-Royal ne connaît en fait aucune évolution durant trois ans. Cédant aux demandes du roi et de certaines personnalités telles qu'Antoinette de Pons, Poutrincourt fait venir deux jésuites, Pierre Biard et Énemond Massé. Ils arrivent en 1611 accompagnés d'une soixantaine de colons dont Jeanne de Salazar, qui est probablement la première femme acadienne.
Les deux jésuites accusent Jessé Fléché d'avoir baptisé des Micmacs sans leur donner l'éducation nécessaire ; il semble que ce dernier ait cédé aux pressions de Poutrincourt afin d'obtenir plus de fonds. La polémique divise la colonie en deux, le père Biard la considère comme excommuniée et Poutrincourt est destitué temporairement en 1612. Antoinette de Pons lui retire ses fonds et ordonne la fondation de la colonie de Saint-Sauveur, sur l'île des Monts Déserts, à l'embouchure du fleuve Pentagouët — dans le Maine actuel.

## Attaque d'Argall

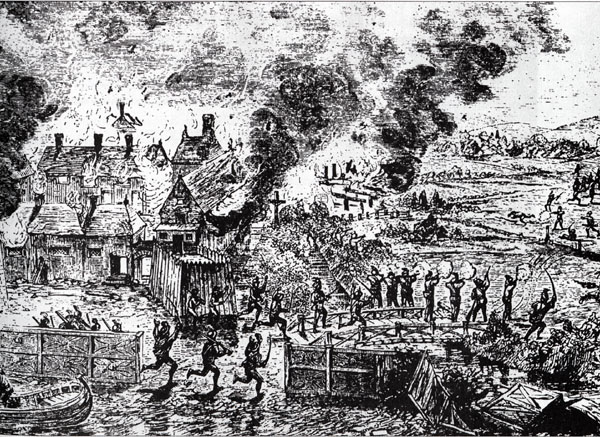
L'incendie de Port-Royal.

En 1613, la Virginie compte déjà 200 habitants ; Samuel Argall y est responsable des routes maritimes. Fort d'une armée de 60 hommes, il attaque la colonie de Saint-Sauveur et emprisonne la trentaine d'habitants. Il amène la plupart à Jamestown mais reçoit aussitôt l'ordre de retourner en Acadie. En octobre, il détruit ce qu'il reste de Saint-Sauveur et de l'habitation Sainte-Croix et se rend à Port-Royal au début novembre. À la suite de ces attaques, la plupart des colons sont rapatriés en France mais certains décident de rester sur les lieux. Ceux-ci font venir presque à chaque année des ravitaillements de La Rochelle. Jean de Poutrincourt visite la colonie en 1614 mais l'ampleur de la destruction l'incite à n'en faire qu'un comptoir. Toutefois, les trois éléments de base de l'économie sont en place : la pêche, la traite et l'agriculture ; il ne manque qu'un véritable peuplement.

## Colonisation écossaise

Carte topographique de la Nouvelle-Écosse de William-Alexander en 1632.

Dès 1613, l'Écosse réclame la souveraineté sur une colonie du nom de Nouvelle-Écosse, comprenant grosso modo l'Acadie française ; le roi Jacques VI en accorde la concession à William Alexander. Le fort Charles est fondé en 1629 près des ruines de Port-Royal et de 50 à 75 colons écossais y sont installés. L'Écosse et l'Angleterre ne parviennent toutefois pas à contrôler le territoire.

## Retour à la France
Dès 1627, la France précise sa politique de colonisation et le cardinal de Richelieu crée la Compagnie de la Nouvelle-France ou Compagnie des Cent-Associés. En 1632, l'Angleterre rend l'Acadie à la France par la signature du traité de Saint-Germain-en-Laye. Isaac de Razilly est nommé gouverneur et il débarque le 8 septembre 1632 à La Hève avec trois Capucins et trois cents Hommes d'Elite (militaires) d'origines inconnues /Gazette de France de 1632 :  Source Moncton page 2 ; https://www.umoncton.ca/umcm-ceaac/files/umcm-ceaac/wf/wf/pdf/Gaudet-Placide-inv-ana-1.I-1.pdf
```
. À noter que la 
Virginie
 compte déjà 
2 000 habitants
 et le 
Massachusetts
 
10 000
[
LL 5
]
. Les Écossais sont délogés du 
fort Charles
 et Razilly distribue 40 concessions
[
LL 5
]
.
```

La rive Est du fleuve Pentagouët est reprise, permettant le rétablissement de l'industrie de la fourrure. La Compagnie de la Nouvelle-France accorde l'île Royale — l'actuelle île du Cap-Breton — à la compagnie Desportes, le fleuve Saint-Jean et le cap de Sable à Charles de Saint-Étienne de La Tour et le reste du territoire — Sainte-Croix, Port-Royal, La Hève et l'île de Sable — à la compagnie Razilly. Nicolas Denys, arrivé en 1632, fait le commerce du bois. Il obtient en 1635 la concession d'un territoire allant de Canceau à la baie des Chaleurs et comprenant l'île Royale, l'île Saint-Jean — l'actuelle île du Prince-Édouard — et Terre-Neuve. La Hève prend rapidement de l'expansion et Port-Royal reste modeste alors que La Tour se préoccupe surtout du commerce.

## Guerre civile acadienne

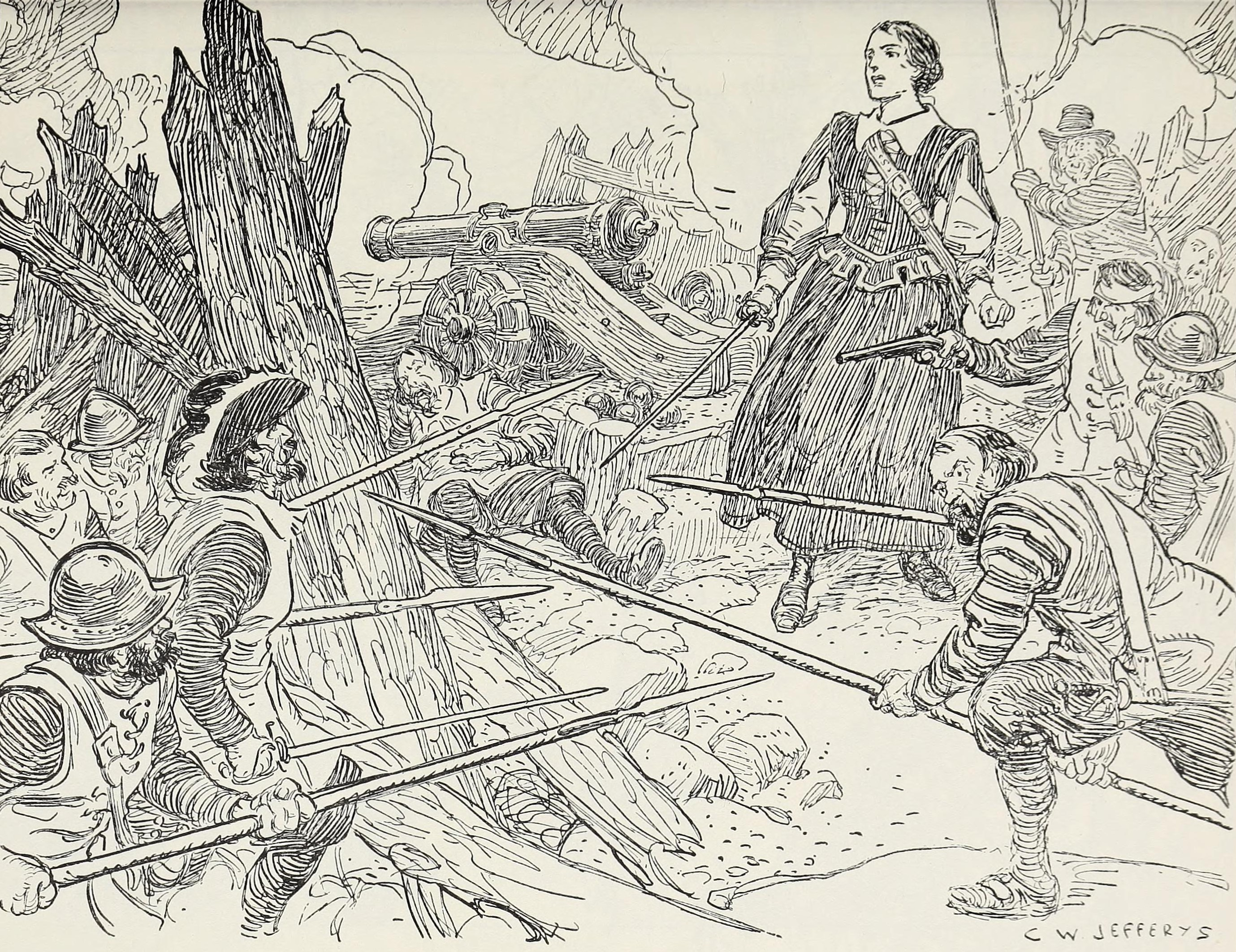
Françoise-Marie Jacquelin défendant le fort Saint-Jean contre D'Aulnay, par Charles William Jefferys.

Isaac de Razilly meurt en 1635 et il est remplacé par son cousin Charles de Menou d'Aulnay, qui fait déplacer la capitale à Port-Royal, vraisemblablement pour des raisons agricoles mais probablement aussi pour mieux contrôler le commerce des fourrures, auquel La Tour est aussi intéressé. Une guerre civile est déclenchée entre les deux hommes, qui vont même jusqu'à faire appel au Massachusetts. Les décisions rendues par le gouvernement français se basent sur une mauvaise connaissance de la géographie et ignorent les concessions précédentes, ce qui ne fait qu'envenimer la situation. En 1645, D'Aulnay prend d'assaut le fort La Tour en l'absence de ce dernier. Son épouse Françoise-Marie Jacquelin se voit obliger de capituler au bout de quatre jours de siège, malgré une résistance considérée héroïque ; elle meurt peu après dans des circonstances nébuleuses. Contrôlant désormais le fleuve Saint-Jean, D'Aulnay se voit même accorder le titre de gouverneur en 1647.
D'Aulnay meurt de noyade en 1650. Charles de Saint-Étienne de La Tour se fait pardonner et revient en Acadie en 1651 avec le titre de gouverneur et lieutenant-général. Afin de régler ses litiges, il épouse la veuve de D'Aulnay, Jeanne Motin. Une guerre de succession l'oppose toutefois de 1651 à 1654 avec Emmanuel Le Borgne - le principal créancier des D'Aulnay - et Nicolas Denys. Tous ces conflits nuisent à l'immigration et à l'économie, même si D'Aulnay avait fait venir de France 25 hommes en 1640 et 5 femmes en 1642.

## Contrôle anglais
La France et l'Angleterre sont en paix lorsque Robert Sedgwick attaque Saint-Jean et Port-Royal en 1654. Sedgwick commande alors la flotte de la Nouvelle-Angleterre et a pris cette initiative afin de faire profiter ses compatriotes des richesses de l'Acadie. Les Anglais s'intéressent pourtant peu à la colonie, n'y implantent aucun colons mais nomment Thomas Temple au poste de gouverneur ; ce dernier s'intéresse uniquement au commerce. Désirant échapper au contrôle des Anglais, une grande partie de la population de Port-Royal se déplace en amont de la rivière et même au Canada ou en France. La période est si confuse que la guerre de succession entre La Tour, Le Borgne et Denys se poursuit. En 1656, Charles de Saint-Étienne de La Tour vend ses terres aux Anglais. Le roi de France accorde le golfe du Saint-Laurent à Nicolas Denys et le littoral de l'océan Atlantique jusqu'à la frontière du Massachusetts à Emmanuel Le Borgne, qu'il nomme gouverneur. Profitant d'une accalmie, des marchands bostonnais commencent à faire affaire en Acadie.

## Contrôle de la Compagnie des Indes occidentales
La Compagnie de la Nouvelle-France croule sous les dettes et est remplacée par la Compagnie française des Indes occidentales en 1664. Son territoire comprend toute la côte Atlantique de la Floride à Terre-Neuve, comprenant entre autres l'Acadie. Le traité de Bréda, signé en 1667, rend l'Acadie à la France mais n'est effectif qu'en 1670 car le gouverneur Thomas Temple résiste à rendre le pouvoir et une colonie qu'il considère rentable. Hector d'Andigné de Grandfontaine est nommé gouverneur par la compagnie et reprend possession de l'Acadie en 1671, fort d'une armée de 30 hommes. Il installe tout d'abord sa capitale au fleuve Pentagouët mais la déplace ensuite à Port-Royal. Il doit rétablir l'autorité français auprès des 400 Acadiens, habitués depuis une décennie à vivre de façon indépendante, et empêcher les activités des pêcheurs et marchands de la Nouvelle-Angleterre. Il semble que ni Grandfontaine ni ses successeurs ne parviennent à atteindre ces deux objectifs, pourtant considérés comme nécessaires.

## Domaine royal
La Compagnie des Indes occidentales est dissoute en 1674. La Nouvelle-France passe dans le domaine royal, signifiant la fin du système des monopoles et ouvrant ainsi le commerce à tous les citoyens. Le gouverneur de l'Acadie est dès lors un subalterne du gouverneur de la Nouvelle-France, basé à Québec. Il est secondé par un commissaire et quelques fonctionnaires. Les grandes distances rendent toutefois nécessaires les communications directes entre Paris et l'Acadie.
En 1674, le Néerlandais Jurriaen Aernoutsz, payé par le Massachusetts, attaque Jemseg et Pentagouët. Le gouverneur Jacques de Chambly capitule, son lieutenant est fait prisonnier et la colonie est pillée.
L'administrateur français d'Acadie, Pierre de Joybert de Soulanges et de Marson meurt en 1678. Désirant étendre sont contrôle sur la colonie, le gouverneur de Nouvelle-France, Louis de Buade de Frontenac, nomme Michel Leneuf de La Vallière et de Beaubassin ; cette nomination n'est pas entérinée par le roi.
L'officier français Bernard-Anselme de Saint-Castin reprend Pentagouët en 1679. L'insécurité incite encore une fois des habitants de Port-Royal à s'installer ailleurs en Acadie.
En 1684, face aux critiques, le roi remplace Michel Leneuf de La Vallière et de Beaubassin par François-Marie Perrot. Les gouverneurs de l'Acadie sont désormais nommés directement par le roi mais la défense reste sous le contrôle effectif de Québec.

## Première guerre intercoloniale

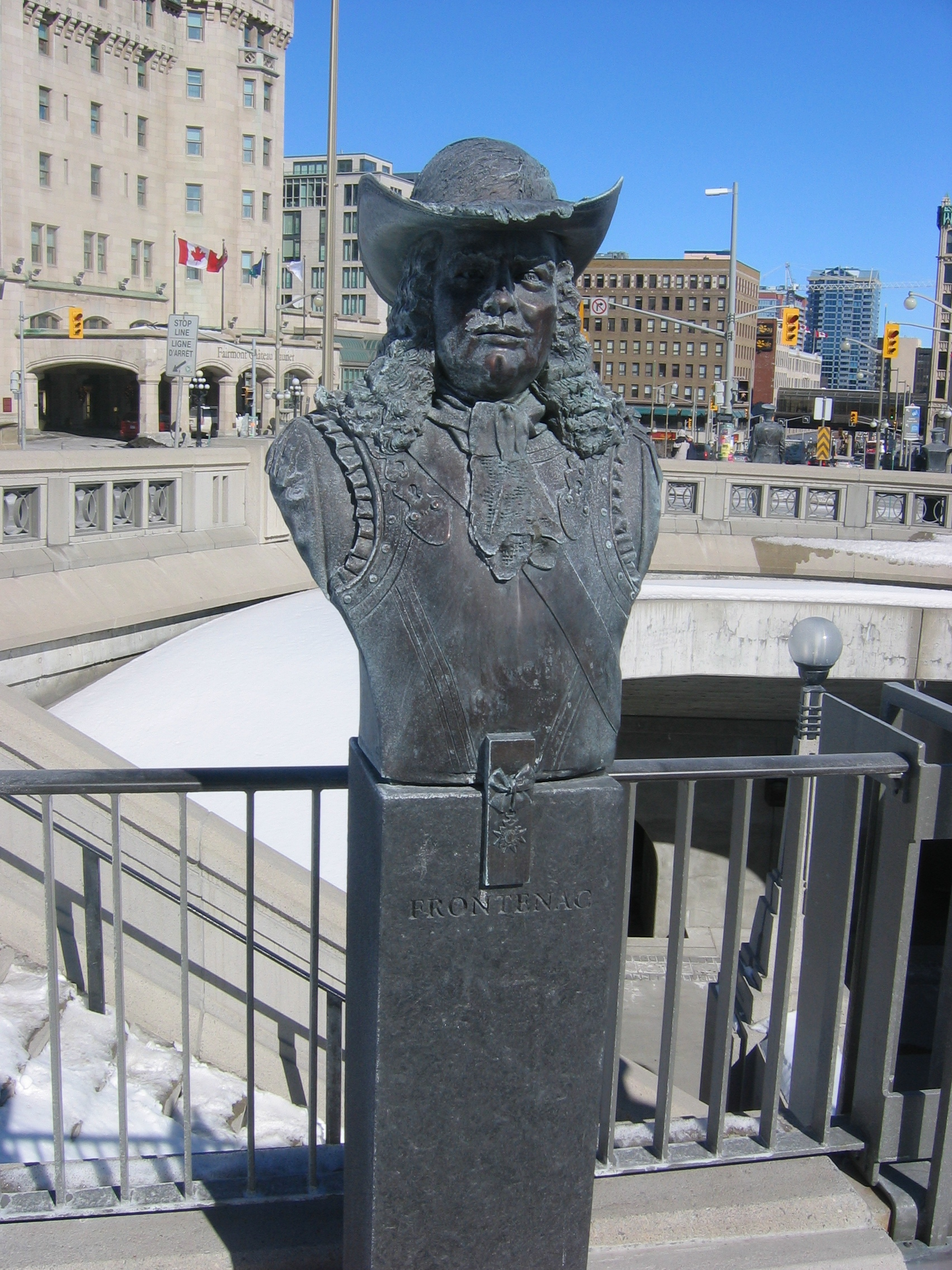
Buste de Frontenac.

La Guerre de la Ligue d'Augsbourg éclate en 1689 et Frontenac lance des attaques sur les frontières de la Nouvelle-Angleterre. En représailles, William Phips attaque Port-Royal et le nouveau gouverneur, Louis-Alexandre des Friches de Menneval, ne peut résister. La ville est pillée et la population doit signer un serment d'allégeance à la couronne anglaise. L'Acadie est annexée au Massachusetts en 1691.
La guerre se traduit par une baisse des subsides à l'Acadie durant deux décennies. La situation est instable est la capitale est déplacée de Pentagouët à Port-Royal à Beaubassin à Jemseg à Naxouat à Saint-Jean. Les gouverneurs, mal payés, se livrent même à la contrebande avec la Nouvelle-Angleterre.
L'Acadie est en grande partie reprise par les Français en 1692 et le gouverneur Joseph Robineau de Villebon obtient un serment d'allégeance de la population en échange de vivres. Il ne maintient qu'un gouvernement fantôme. Le gouverneur Pierre LeMoyne d'Iberville poursuit la reconquête de la Nouvelle-France en 1696 prenant Terre-Neuve, la baie d'Hudson et faisant détruire le fort Pemaquid. La réplique du Massachusetts ne se fiat pas attendre et le village acadien de Beaubassin est réduit en ruines.
Le traité de Ryswick, signé en 1697 reconnait les conquêtes respectives. Se sentant de plus en plus menacés, les Acadiens adoptent une attitude d'accommodation envers les envahisseurs, qu'ils soient Anglais ou Français, espérant ainsi pouvoir assurer leur survie.

## Deuxième Guerre intercoloniale

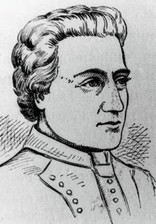
Daniel d'Auger de Subercase, auteur inconnu, 1913.

La Louisiane est fondée par la France en 1682. En 1701, la reine Anne de Grande-Bretagne accepte le plan d'invasion de la Nouvelle-France préparé par Samuel Vetch, consistant à réduire la colonie au Canada. La Guerre de succession d'Espagne est déclenchée en Europe la même année. En 1703, les Abénaquis et les Français attaquent les ports anglais entre Canceau et Wells. Port-Royal est attaquée par les Anglais en 1704 et deux fois en 1707. La ville est prise par le colonel John March mais rapidement libérée par Bernard-Anselme de Saint-Castin et Daniel d'Auger de Subercase. Le gouvernement français leur accorde peu d'aide, étant préoccupé par la guerre en Europe.
Londres fournit des navires et 10 000 soldats  au Massachusetts, auxquels se joignent des milices du Rhode Island, du Connecticut et du New Hampshire. La flotte arrive devant Port-Royal à la fin septembre 1710 et Subercase capitule le 12 octobre, ne pouvant pas résister avec ses 300 hommes. L'administration, la garnison et quelques familles sont rapatriées en France. La population conserve ses biens et le droit de rester en Acadie en l'échange de la signature d'un serment d'allégeance ; sinon, ils ont deux ans pour quitter les lieux. Simon Vecth prend le commandement militaire de la colonie avec une garnison de 450 hommes. Il y a alors de 1700 à 1800 Acadiens et les Britanniques pensent déjà les déporter,. Port-Royal est renommé Annapolis Royal.
Le traité d'Utrecht de 1713 reconnait la souveraineté britannique sur l'Acadie.